# Yvonne de Ricke
Pour les articles homonymes, voir Derycke.
Yvonne de Ricke, née Léontine Marie Louise De Rycke le 11 janvier 1870 à Suresnes et morte le 17 décembre 1952 à Triel-sur-Seine, est une artiste française de café-concert de la Belle Époque.

## Biographie

### Jeunesse et famille
Léontine Marie Louise De Rycke naît à Paris en 1870, de parents belges nés à Bruges, Léopold François De Rycke et Léontine Philomène Bertine Van Macle, tous deux tailleurs d'habits, mariés à Paris en 1864,.
Elle a deux sœurs cadettes : Hortense Octavie (1872-1899) et Blanche (1879-avant 1929) qui deviendra brièvement demi-mondaine et artiste de café-concert, sous les noms de Blanche de Ricke ou Blanche des Fresnes,. Hortense et Blanche sont naturalisées françaises en 1892.
En 1886, devenue fleuriste, Léontine De Rycke épouse Charles Louis Despiegelaere, un tailleur né à Bruges. À la requête de ce dernier, leur divorce est prononcé en 1891,. Léontine de Rycke est alors déclarée  « sans domicile ni résidence connus ».

### Parcours
Elle commence sa carrière publique sous le nom de Léo de Rycke en 1892, peu après son divorce,. Le pseudonyme d'Yvonne de Rycke (puis de Ricke) apparaît en 1894, cité parmi ceux d'autres actrices et demi-mondaines de l'époque. En 1897, elle se produit au théâtre des Variétés puis joue dans quelques spectacles, jusqu'en 1902.
De 1901 à 1909, elle réside 91, rue de Prony,. Au début des années 1910, elle s'établit dans une villa, dite La Tour, à Triel-sur-Seine, au nord-ouest de Paris.
En 1915, pendant la guerre, elle transforme sa villa de Triel en « maison de convalescence de blessés ». Elle y organise des galas de charité, où se succèdent des artistes de la Comédie-française ou de l'Opéra-Comique. De 1916 à 1917, elle est trésorière de l’œuvre des artistes français et belges.
Dès lors, elle ne fait plus parler d'elle qu'au travers d’œuvres de bienfaisance à Triel-sur-Seine, notamment comme dame patronnesse de l’amicale post-scolaire de Triel-l'Hautil, et au sein de diverses associations consacrées à l'enfance. En 1927, elle fonde la consultation de nourrissons de Triel.
Son engagement lui vaut de nombreuses récompenses, comme en 1929 la médaille d'honneur du Comité national de la défense contre la tuberculose. En 1932, elle est faite officière d'académie pour services rendus aux services scolaires et, en 1934, elle est récompensée par le ministère du Travail d'une médaille de bronze en tant que présidente de section de la Société de secours mutuels Mutualité maternelle de Triel-sur-Seine. L'année suivante, le président Albert Lebrun la fait chevalière de la Légion d'honneur pour avoir fondé l’œuvre des nourrissons de Triel,.
Léontine De Rycke meurt à Triel en 1952.

## Théâtre
(liste non exhaustive)
- 1897 : Paris-Automaboul, revue de Paul Gavault et Victor de Cottens, sur une musique d’Édouard Deransart, 31 juillet, aux Ambassadeurs[22].
- 1897 : Paris qui marche, aux Variétés[6].
- 1900 : Paris boycocotté, revue d'Eugène Héros et Charles Mougel, musique de Raiter, à la Scala[23],[24],[25],[26],[27].
- 1900 : Un siècle de grâce, revue de P.-L. Flers aux Folies-Marigny[27].
- 1902 : Le Jockey malgré lui, vaudeville-opérette de Maurice Ordonneau et Paul Gavault, musique de Victor Roger, 4 décembre aux Bouffes-Parisiens[28],[29].

## Distinctions
- Officière de l'ordre des Palmes académiques
- Chevalière de la Légion d'honneur

## Iconographie
Ses photographies sont publiées dans le catalogue La Référence des portraits contemporains, publié par la Librairie Nilsson, en 1900.